# 南亚港
南亞港是马来西亚柔佛州哥打丁宜县的一座市鎮，毗鄰柔佛河，距離縣府哥打丁宜約24公里。該鎮主要經濟活動為漁業。

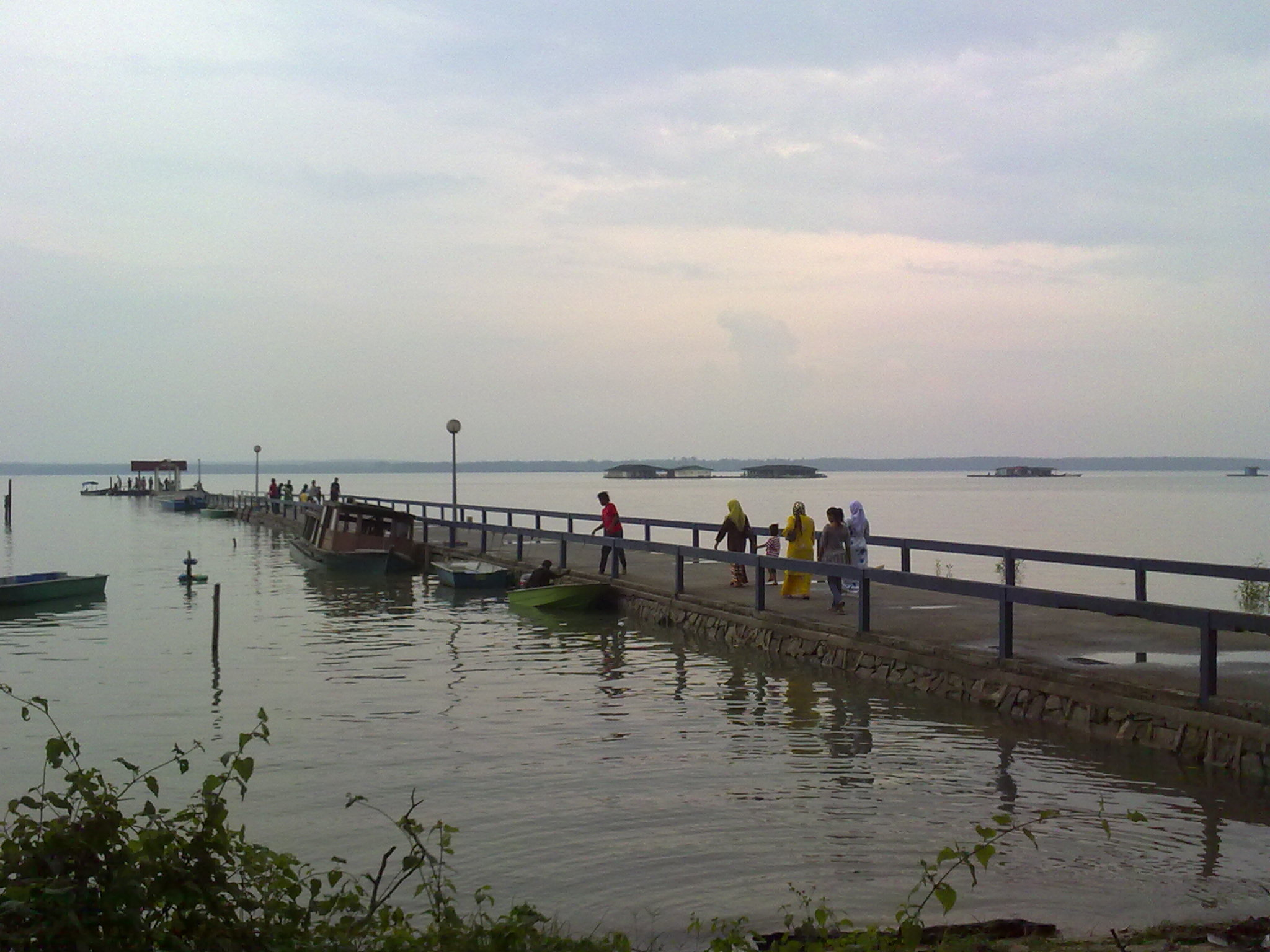
位於南亞港的碼頭